# Sahara Hotnights
Die Sahara Hotnights sind eine Rockband, deren Mitglieder aus Umeå bzw. Robertsfors in Schweden stammen.

## Geschichte
Die Band formierte sich, beeinflusst von Gruppen wie Nirvana und Pearl Jam in der ersten Hälfte der 1990er Jahre, als die Mitglieder jeweils zwischen 9 und 10 Jahre alt waren; seit 1996 spielen sie offiziell unter dem Namen Sahara Hotnights. Bestehend aus Maria Andersson, Josephine Forsman und den Schwestern Jennie und Johanna Asplund gelang der Band 1997 der Durchbruch bei einem Nachwuchsfestival, bei dem sie die Finanzierung einer EP-Aufnahme gewannen. Suits Anyone Fine erschien noch im selben Jahr. Vom schwedischen Label Speech unter Vertrag genommen, veröffentlichten sie wenig später ihr erstes Album C'mon, Let's Pretend, welches sich 40.000 mal verkaufte.
Nirvana-Drummer und Foo-Fighters-Gründer Dave Grohl wurde, nachdem Sahara Hotnights im Vorprogramm der Foo Fighters aufgetreten sind, zu einem der prominentesten Fans der Band.
2001 erschien bei BMG ihr zweites Album: Jennie Bomb.
Die Zeit zwischen Jennie Bomb und dem nächsten Album verbrachten Sahara Hotnights vor allem auf Tour, wobei sie versuchten, andere aufstrebende Bands in ihrer Karriere zu unterstützen. Besonders hervorzuheben sind hier die Hives.

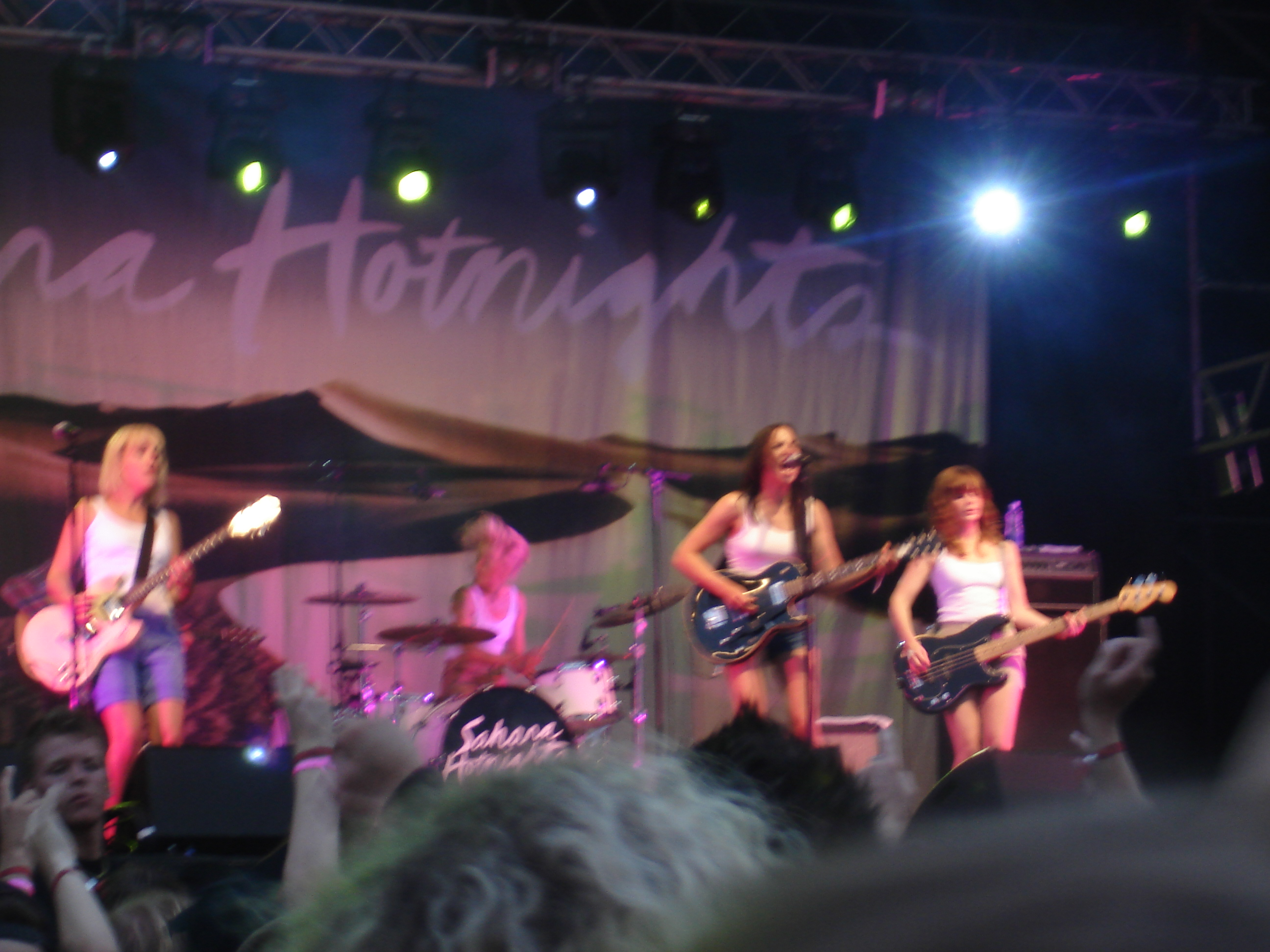
Sahara Hotnights bei einem Auftritt im Jahr 2007

2004 erschien das Album mit dem Titel Kiss & Tell. Drei Jahre später, im April 2007, erschien What If Leaving Is A Loving Thing, das sich poplastiger als seine Vorgänger zeigt. Die Band ging in Schweden auf eine ausgedehnte Tournee und spielte vor meist ausverkauften Häusern. Im Mai 2008 unterschrieben Sahara Hotnights einen Vertrag mit der Plattenfirma Bad Taste Records. What If Leaving Is A Loving Thing erschien im Herbst 2008 in vielen europäischen Ländern und die Band tourte in Europa. Im Februar 2009 erschien zunächst in Schweden das Coveralbum Sparks. In den vergangenen zehn Jahren hatten Sahara Hotnights jeweils eine Coverversion in ihrem Liverepertoire. Diese zehn Titel sind nun auf einem Album gesammelt.

## Wissenswertes
Das Spiel Burnout 3: Takedown, welches im September 2003 unter EA Games erschien, enthält im Soundtrack das Lied Hot Night Crash aus dem Album Kiss & Tell.

## Diskografie

### Alben
| Jahr | Titel Musiklabel                                     | Höchstplatzierung, Gesamtwochen, AuszeichnungChartsChartplatzierungen (Jahr, Titel, Musiklabel, Platzierungen, Wochen, Auszeichnungen, Anmerkungen) | Anmerkungen |
| Jahr | Titel Musiklabel                                     | SE | Anmerkungen |
| ---- | ---------------------------------------------------- | --- | ----------- |
| 1999 | C’mon Let’s Pretend RCA                              | SE15 Gold · (24 Wo.)SE |             |
| 2001 | Jennie Bomb RCA                                      | SE2 Gold · (14 Wo.)SE |             |
| 2004 | Kiss & Tell RCA                                      | SE4 (16 Wo.)SE |             |
| 2007 | What If Leaving Is A Loving Thing Stand By Your Band | SE2 Platin · (50 Wo.)SE |             |
| 2009 | Sparks Stand By Your Band                            | SE5 (9 Wo.)SE |             |
| 2011 | Sahara Hotnights Universal Music                     | SE6 (5 Wo.)SE |             |
| 2022 | Love in Times of Low Expectations Universal Music    | SE11 (1 Wo.)SE |             |

### Kompilationen
- 2010: 3 Original Album Classics

### EPs
- 1997: Suits Anyone Fine (Speech)

### Singles
| Jahr | Titel Album                                       | Höchstplatzierung, Gesamtwochen, AuszeichnungChartsChartplatzierungen (Jahr, Titel, Album, Platzierungen, Wochen, Auszeichnungen, Anmerkungen) | Anmerkungen                                  |
| Jahr | Titel Album                                       | SE | Anmerkungen                                  |
| ---- | ------------------------------------------------- | --- | -------------------------------------------- |
| 2000 | Det måste vara radion –                           | SE51 (4 Wo.)SE | mit LOK, Therese Grankvist & Patrik Isaksson |
| 2001 | On Top Of Your World Jennie Bomb                  | SE28 (5 Wo.)SE |                                              |
| 2007 | Cheek To Cheek What If Leaving Is A Loving Thing  | SE10 Gold · (43 Wo.)SE |                                              |
| 2007 | Visit to Vienna What If Leaving Is A Loving Thing | SE49 (12 Wo.)SE |                                              |
| 2008 | In Private Sparks                                 | SE7 (6 Wo.)SE |                                              |
| 2009 | Japanese Boy Sparks                               | SE51 (3 Wo.)SE |                                              |

Weitere Singles
- 1998: Nothing Yet (Speech)
- 1998: Face Wet (Speech)
- 1998: Oh Darling (Speech)
- 1999: Push On Some More (Speech)
- 1999: Drive Dead Slow (RCA)
- 2000: Quite a Feeling (RCA)
- 2001: With or Without Control (RCA)
- 2004: Hot Night Crash (RCA)
- 2004: Who Do You Dance For? (RCA)